# Hymenophyllum nanum
Hymenophyllum nanum är en hinnbräkenväxtart som beskrevs av Sod. Hymenophyllum nanum ingår i släktet Hymenophyllum och familjen Hymenophyllaceae. Inga underarter finns listade.